# Catherine Plewinski
Catherine Plewinski (Courrières, 12 juli 1968) is een voormalig topzwemster uit Frankrijk, die namens haar vaderland twee bronzen medailles won bij de Olympische Spelen.
Haar eerste olympische plak behaalde Plewinski in 1988, bij de Olympische Spelen van Seoel, waar ze als derde eindigde op de 100 meter vrije slag. Vier jaar later, bij de Olympische Spelen van Barcelona, won ze brons op de 100 meter vlinderslag.